# Aziz Mashaan
Aziz Mashaan (arabe : عبدالعزيز أحمد المشعان العنزي), né le 19 octobre 1988 à Koweït City au Koweït, est un footballeur international koweïtien.
Il évolue actuellement au poste de milieu offensif avec le club du Qadsia SC.

## Biographie

### Sélection
Aziz Mashaan est convoqué pour la première fois le 26 septembre 2010 contre la Syrie (victoire 2-1). Le 3 octobre 2010, il marque son premier but en équipe du Koweït contre l'Iran (victoire 2-1).
Il dispute deux coupe d'Asie : en 2011 et 2015. Il joue trois matchs lors de l'édition 2011 : contre la Chine, l'Ouzbékistan et enfin le Qatar. Il joue trois matchs lors de l'édition 2015 : contre l'Australie, la Corée du Sud et enfin l'Oman.
Au total il compte 45 sélections et 1 but en équipe du Koweït depuis 2010.

## Palmarès

### En club
- Al-Qadsia :
  - Champion du Koweït en 2009, 2010, 2011 et 2012
  - Vainqueur de la Coupe du Koweït en 2007, 2010 et 2012
  - Vainqueur de la Coupe Crown Prince du Koweït en 2006 et 2009
  - Vainqueur de la Coupe de la Fédération du Koweït en 2008, 2009 et 2011
  - Vainqueur de la Supercoupe du Koweït en 2009, 2011 et 2014
  - Finaliste de la Coupe de l'AFC en 2010

### En sélection nationale
- Vainqueur de la Coupe du Golfe en 2010
- Vainqueur du Championnat d'Asie de l'Ouest en 2010